# Icone del bue
Le Icone del bue o, più correttamente, le Icone del bufalo (in cinese 十牛圖, Shíniú tú; in giapponese 十牛図, jūgyūzu) sono, nella tradizione del Buddismo Zen, una serie di immagini (normalmente dieci, in alcune versioni solo cinque, sei o otto) con brevi versi di accompagnamento che hanno lo scopo di illustrare le tappe del cammino verso l'illuminazione di un buddista Mahāyāna.

## Storia
La fonte più importante del ciclo di icone è il poema scritto e illustrato nel 1150 dal maestro Chan Kuòān Shīyuǎn (廓庵师远). Più tardi, Chi-yuan, scrisse una breve prefazione ad ogni immagine. Si tratta di una rappresentazione di un'interpretazione Zen delle dieci tappe sperimentate da un Bodhisattva, come delineato in vari sutra mahayana.
Queste immagini si sono diffuse in Cina e in Corea ma non hanno goduto dell'ampia diffusione che ebbero nel Giappone medievale, dove divennero estremamente popolari. In Cina e in Corea troviamo la versione precedente del maestro Chan Pǔ Ming (普明) che, tuttavia, si differenzia per molti aspetti da quello di Kuòān.
Le icone di Kuòān furono pubblicate in Giappone nel XVII secolo insieme a delle poesie di Shōtetsu (正彻; 1380-1458). Gli originali di Kuoan sono andati persi. Le versioni più popolari delle dieci immagini sono opera dell'intagliatore Tokuriki Tomikichirō (徳力富吉郎; 1902-1999).
In Occidente, tale opera è stata fatta conoscere dalla traduzione in inglese del libro di Daisetsu Teitarō Suzuki Saggi sul Buddismo Zen, pubblicato per la prima volta nel 1927. 

## Contenuto
Le icone rappresentano il cammino del devoto nel deserto, nella sua ricerca del bufalo (una metafora comune per l'illuminazione, o il vero Sé) e nei suoi sforzi inizialmente vani. Imperterrito, questi continua a cercare e alla fine riesce a trovare le orme del bufalo sulla riva di un fiume. Quando vede il bufalo per la prima volta si stupisce dello splendore delle sue caratteristiche ('vuota e meravigliosa' è una frase ben nota utilizzata per descrivere la percezione della natura del Buddha). Tuttavia, il devoto non ha domato il bufalo e deve lavorare sodo per tenerlo sotto controllo. Alla fine giunge all'illuminazione ma per far ritorno al mondo.

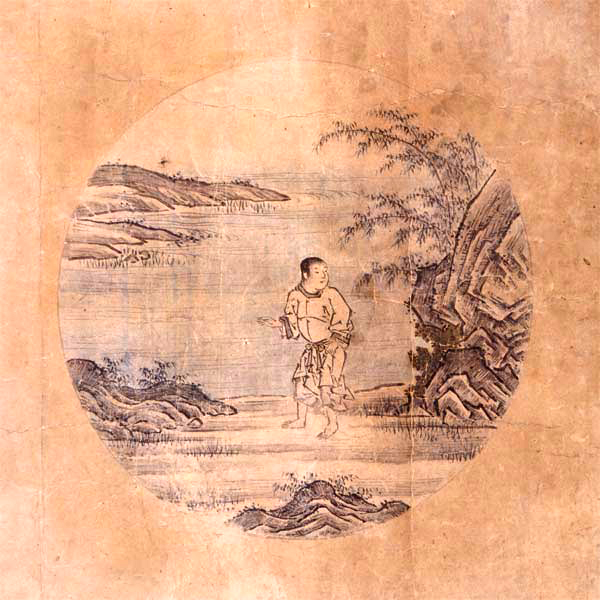
1) Alla ricerca del bufalo
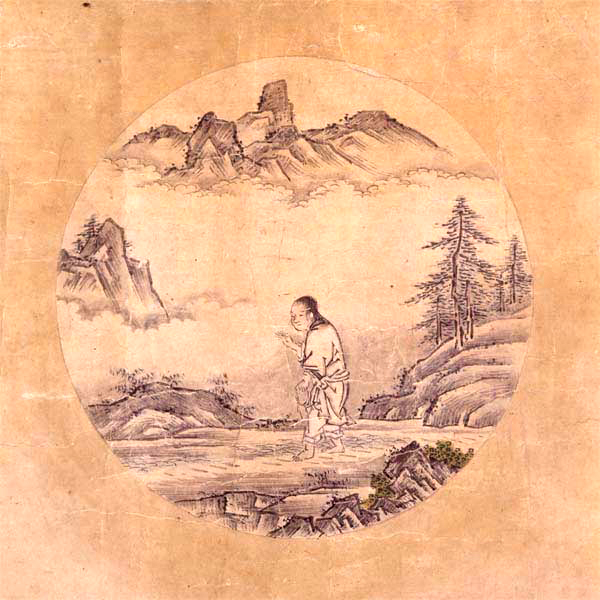
2) La scoperta delle impronte
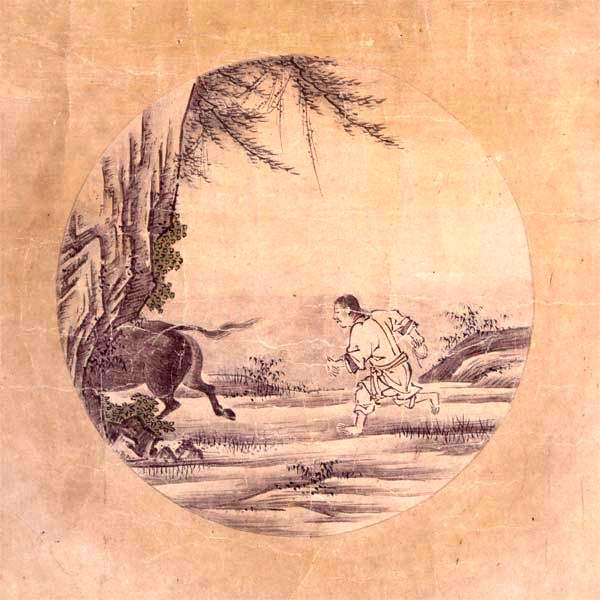
3) Il bufalo appare
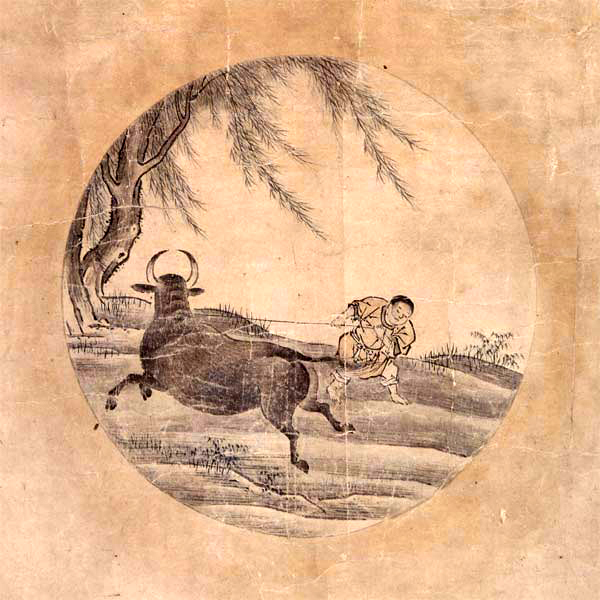
4) Catturare il bufalo
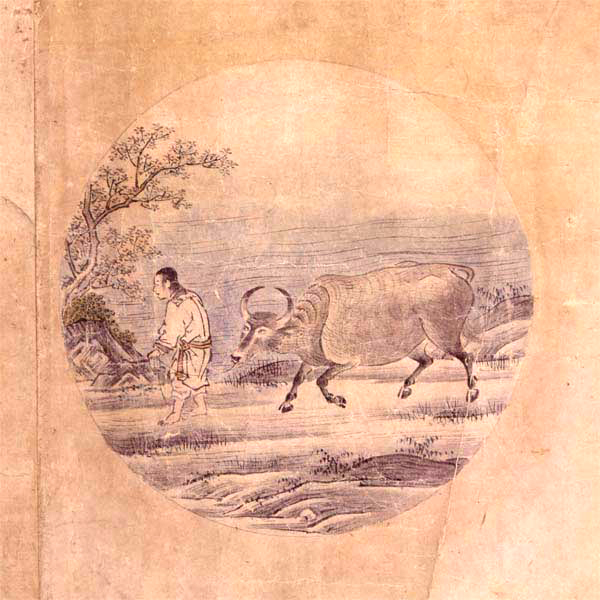
5) Domare il bufalo
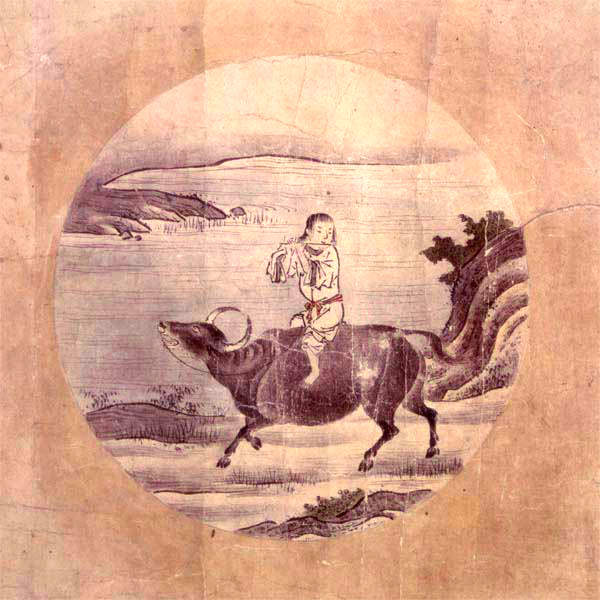
6) Il ritorno in groppa al bufalo
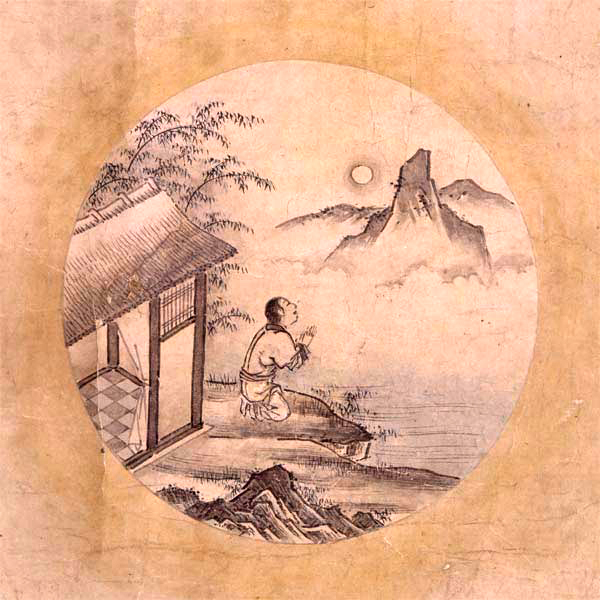
7) Dimenticare il bufalo
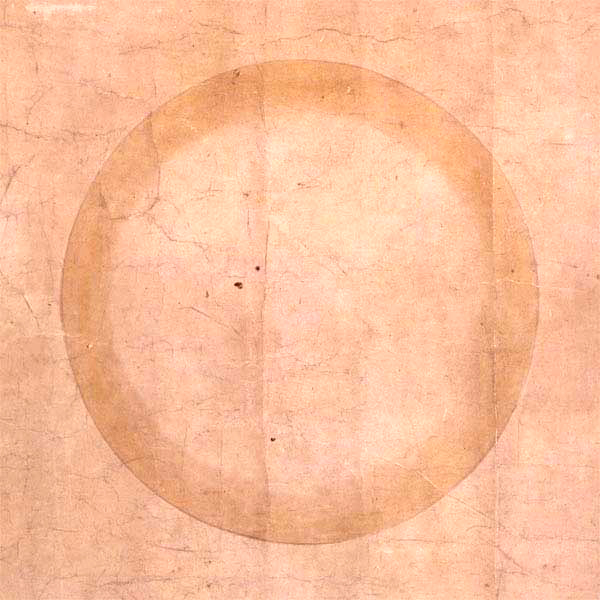
8) Non c’è bufalo né mandriano
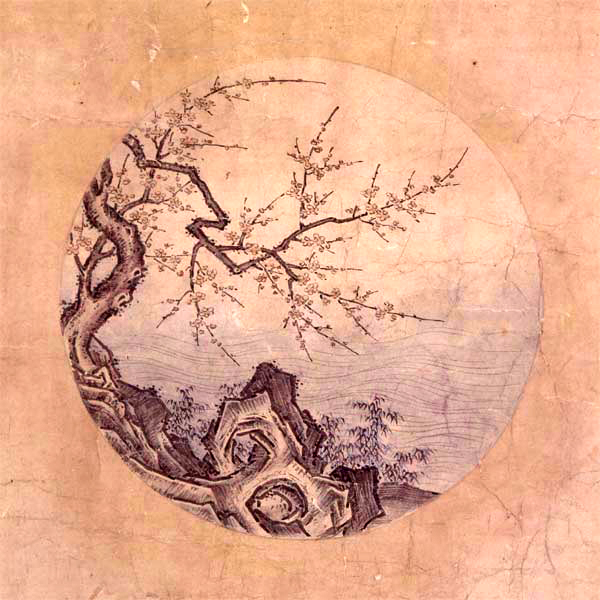
9) Ritornare alla sorgente
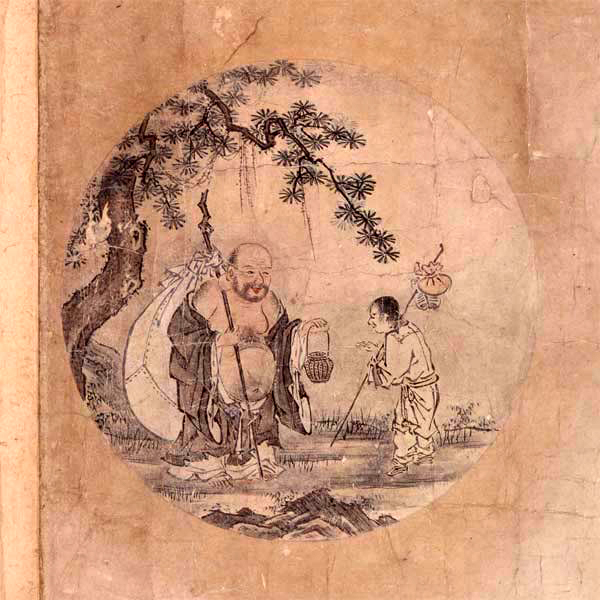
10) Ritornare al mercato